# Hipparchia cypriensis
Hipparchia cypriensis is een vlinder uit de onderfamilie Satyrinae van de familie Nymphalidae (aurelia's). De wetenschappelijke naam is voor het eerst geldig gepubliceerd in 1949 door Holik.
De soort komt voor in Europa.